# Короны Силла

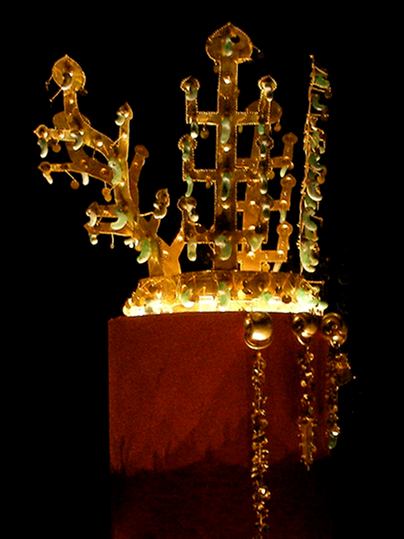
Золотая корона из Национального сокровища Хваннамдэчон № 191

Короны Силла были изготовлены в корейском королевстве Силла примерно в V—VII веках.
Эти короны были раскопаны в Кёнджу, бывшей столице Силла и признаны Национальным сокровищем Южной Кореи.

## Введение

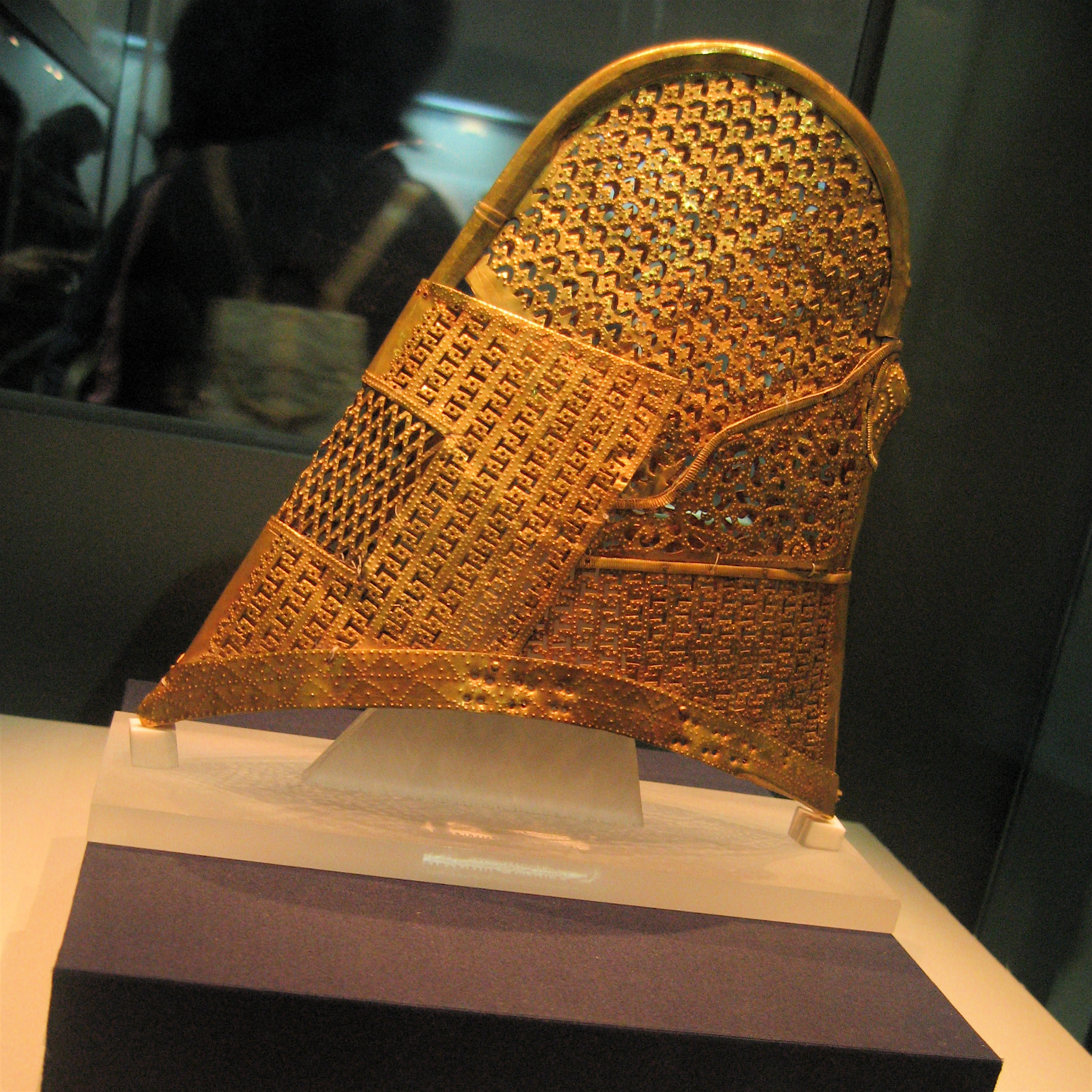
Золотая внутренняя шапка короны Силла шестого века

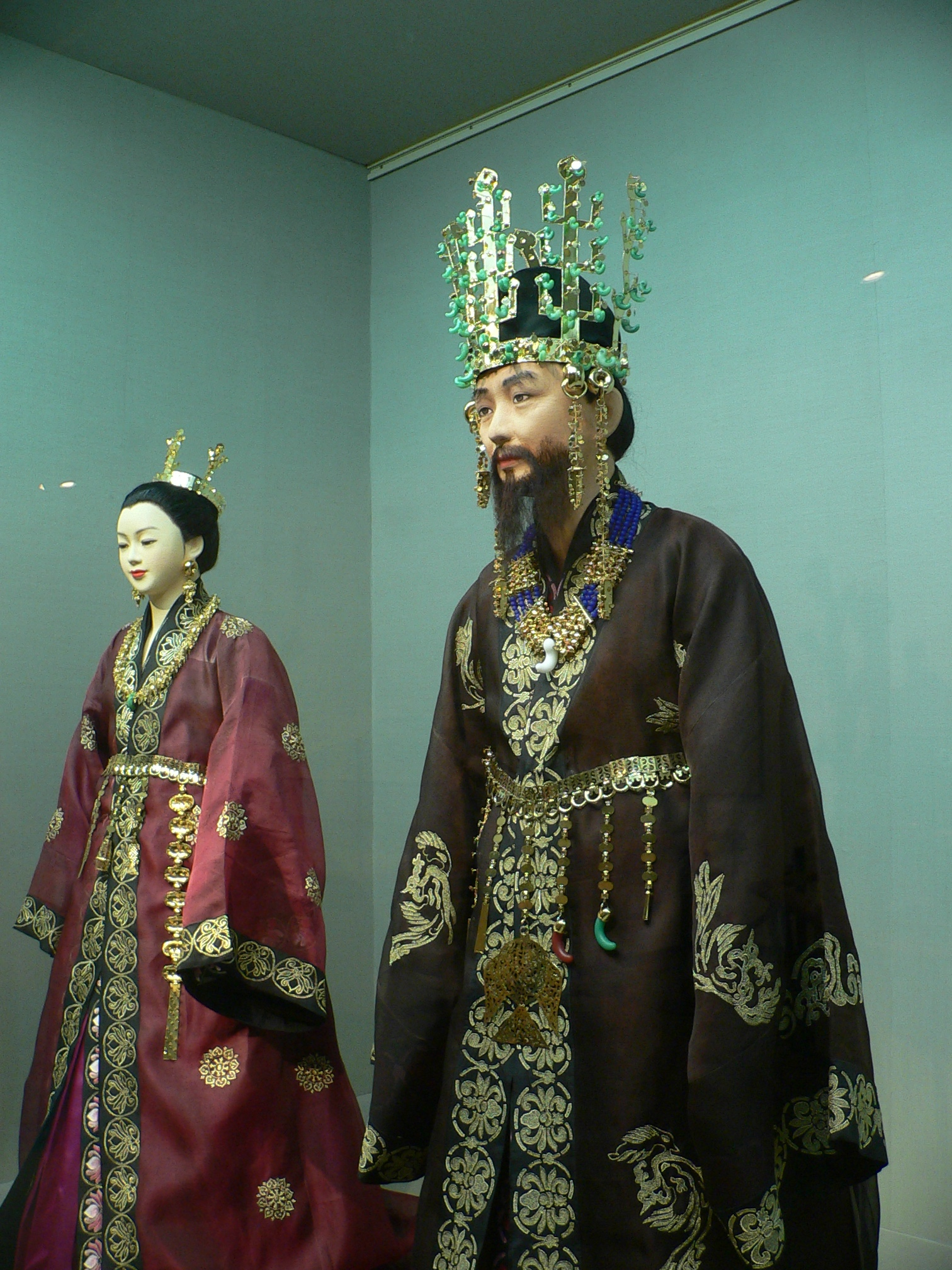
Драгоценности короны Силла

Короны Силла были обнаружены в курганах Кёнджу, Южная Корея, столицы Силла и Объединенной Силла. Курганы Силла, в отличие от их аналогов в Пэкче и Когурё, были недоступны, потому что в гробницах не было проходов и коридоров. Вместо этого были вырыты глубокие ямы, обложенные деревом, и туда были помещены сокровища и гроб. Эти могильные ямы были засыпаны землей и глиной, а затем поверхность была покрыта массивными речными валунами, которые затем были покрыты массивными насыпями грязи. Тяжелые валуны также служили для того, чтобы углубить гробницы в землю, что делает их ещё более недоступными. Погребальный механизм Силла был сделан так, что грабители могил и иностранные захватчики никогда не смогли бы украсть их драгоценное содержимое. Некоторые короны сделаны из чистого золота и, вероятно, предназначались для королей. Были обнаружены и другие короны, сделанные из позолоченной бронзы или позолоченной бронзы, вероятно, для принцев или меньших королей. Короны Силла были извлечены из гробницы Золотой Короны 5-го века, гробницы Золотого Колокола 6-го века и гробницы Небесного Коня. Принятие буддизма царями Силла в 528 году нашей эры привело к окончательному упадку практики захоронения золотых артефактов в гробницах, и к концу шестого века эта практика прекратилась.

## Историческая справка
Искусство Силлы изначально находилось под влиянием Когурё, а позже Пэкче. Кроме того, Силла объединила китайскую культуру и южные культуры, таких стран как, например, Индия, и это мультикультурное влияние также можно увидеть в золотой короне. В результате Силла развила культуру амбиций и тонкого стиля, а после объединения стала более роскошной и утонченной. Реликвии, извлеченные из различных гробниц Силла, содержат множество украшений правящего класса Силла.

## Символика короны

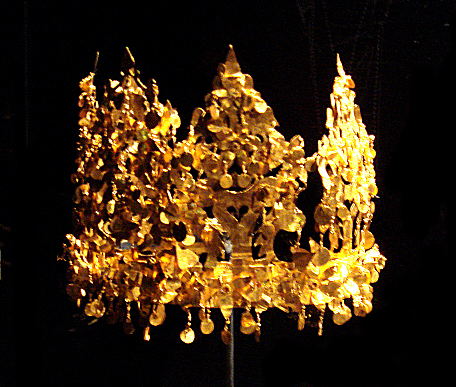
Эта корона была извлечена из шестой могилы в Тиллия-Тепе, Афганистан, и, по оценкам, относится к первому или второму веку. Стиль короны убедительно свидетельствует о скифо-иранской связи с Кореей

Укладка внешней части корон предполагает связь корейцев со скифо- иранцами (саками) через контакты с народами евразийской степи. Короны — это исключительно корейский продукт, в котором нет китайского влияния. Корона Силла также заметно отличается от короны Пэкче, короны Кая и короны королевств Когурё. Принято считать, что мотив дерева на кроне представляет собой идею мирового древа, которая была важным принципом сибирского и иранского шаманизма.
Однако некоторые считают, что выступы, похожие на трезубцы, символизируют горы или даже птиц. Кроме того, шипы, похожие на рога, также указывают на сильную связь с корейским шаманизмом или же влияние северного шаманизма (рога северного оленя).
Корона в Афганистане (см. изображение) очень похожа на другие корейские короны, что также свидетельствует о скифо-иранской связи. Кроме того, сложная обработка металла корон Силла показывает, что ювелиры Силла обладали передовыми знаниями в области работы с золотом. Некоторые даже предполагают, что эти передовые методы обработки золота, такие как зернь и филигрань, пришли от греков или этрусков, особенно потому, что курганы Силла также содержат бусины и изделия из стекла, привезенные из Средиземного моря. Но исследования и исторические документы предполагают персидскую взаимосвязь или даже персидское происхождение.

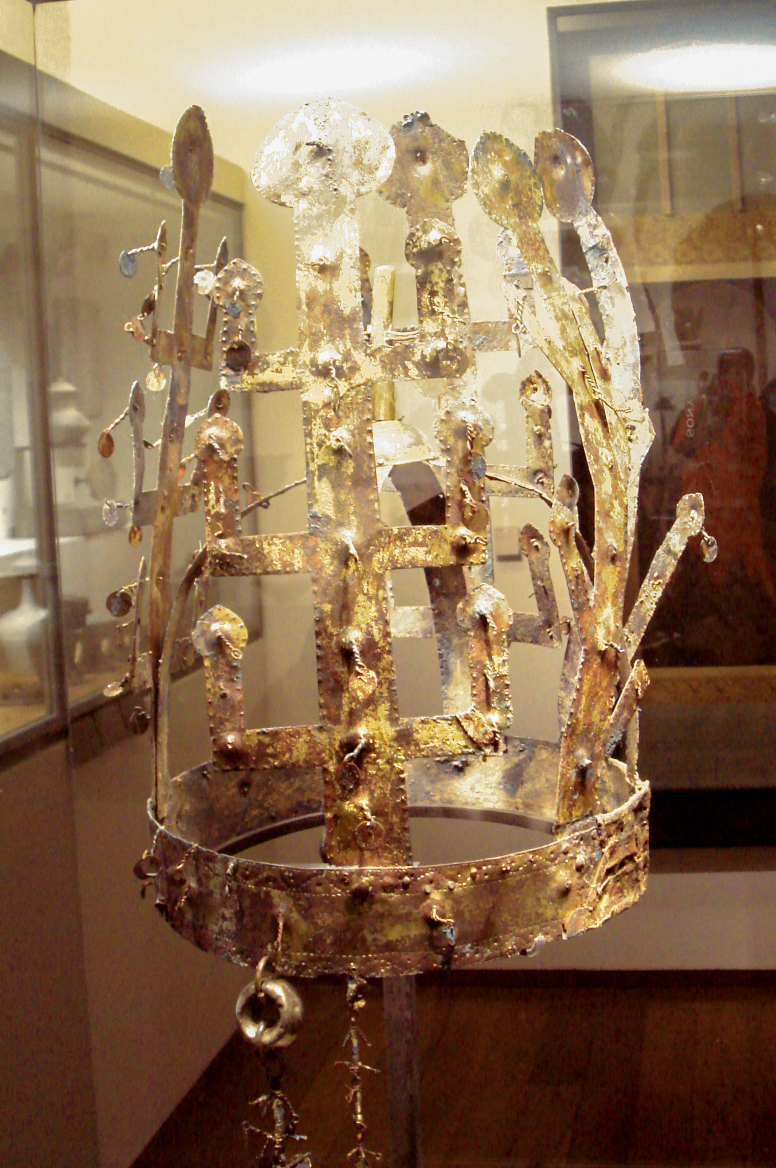
Корона Силла, изготовленная в V—VI веках, выставлена в Музее Гиме в Париже

Железные предметы были завезены на Корейский полуостров в результате торговли с вождествами и обществами государственного уровня в районе Желтого моря в 4 веке до нашей эры, как раз в конце периода Воюющих царств, но до начала династии Западная Хань.
Изящный характер золотых корон обусловлен тем, что они были сделаны из тонкого листового золота. Корону непрактично носить, и некоторые считают, что корона могла быть сделана специально для погребения. Также может существовать связь с древней Японией, потому что гогоки также широко использовались правящей элитой этого общества. Эти драгоценности из нефрита и стекла в форме запятой могли символизировать плоды и щедрость деревьев. Использование множества крошечных золотых зеркал, свисающих с короны, привело некоторых к предположению, что корона, которую носят на солнце, будет ослепительным зрелищем, подкрепляющим традиционную роль короля Силла как символического олицетворения солнца на земле.
Короны состоят из двух основных частей. Внутренняя часть представляет собой золотой колпак, возможно, обтянутый шелком. Этот колпак будет находиться внутри очелья внешней короны. Есть третья часть короны, а именно золотые цепочки с прикрепленным нефритом, которые, возможно, были прикреплены к внешнему очелью. Однако существуют серьёзные разногласия по поводу того, как предполагалось носить корону. Некоторые считают, что три полных части должны были носиться вместе в одной короне. Однако тот факт, что три части короны были найдены в трех разных местах определённых гробниц, таких как гробница Небесного Коня, предполагает, что эти три объекта на самом деле представляют собой три разных типа корон для разных случаев.

## Списки корон Силла
Южная Корея официально объявила некоторые короны Силла национальным достоянием (국보; гукбо), некоторые как достояние (보물; бомуль).
| Группа                 | Изображение | Информация |
| ---------------------- | --- | --- |
| Национальные сокровища | | Национальное достояние № 87 Золотая корона из Кымгванчона (금관총 금관; 金冠塚金冠) — самая большая из обнаруженных золотых корон. Гробница Золотой Короны (Кымгванчон) была названа в честь этого сокровища. Она был признан национальным достоянием 12 декабря 1962 года. Корона 44 сантиметра в высоту и имеет диаметр 19 сантиметров. Это самая большая золотая корона из Силла обнаруженная до сих пор. Эта корона состоит из двух частей. Внешняя часть была обнаружена внутри гробницы, а внутренняя внутренняя была найдена вне гробницы. Внешняя часть состоит из трех древовидных ветвей, каждая из которых имеет по три ответвления. Китайский иероглиф 出 чуль трижды написан на очелье. Кроме того, внешнее очелье также имеет два выступа в виде рогов слева и справа. Все выступы украшены нефритовыми и стеклянными бусинами, а также крошечными золотыми зеркалами, свисающими с ветвей. По бокам очелья также есть две цепочки из золота с украшениями в виде листьев, которые заканчиваются нефритовыми драгоценностями. Эти две цепочки висят ниже очелья. Внутренняя корона представляет собой шляпу треугольной формы из тонкого листового золота с двумя украшениями в виде крыльев. Считается, что крылья связаны с корейскими шаманскими верованиями. Корона сейчас находится в Национальном музее Кёнджу и является шедевром корейского искусства. |
| Национальные сокровища | Национальное достояние № 188 Золотая корона из Чхонмачона (천마총 금관; 天馬塚金冠;) в настоящее время находится в Национальном музее Кёнджу. Корона была признана 188-м национальным достоянием Кореи 7 декабря 1978 года. Корона была найдена в Чхонмачоне (гробница № 155, также известная как гробница Небесного коня) в 1973 году и считается короной короля Соджи или короля Чиджына. Корона высотой 32,5 сантиметра. На передней части короны есть три зубца, образующие китайский иероглиф 山 «гора». На спине также есть два зубца в форме рога оленя. Эта корона также имеет две свисающие золотые цепочки в форме листьев, свисающие с конца очелья. Примечательно, что древовидные зубцы этой короны имеют четыре ветви вместо более распространенного мотива из трех ветвей. До сих пор ведутся споры о том, как следует носить эту корону из-за того, где она была найдена в гробнице по отношению к гробу. | |
| Национальные сокровища | Национальное достояние № 191 Золотая корона из Хваннамдэчона (황남대총 북분 금관; 皇南大塚北墳) в настоящее время находится в Национальном музее Кореи и является одним из самых популярных экспонатов, наряду с двумя бангасаюсанами (две позолоченных бронзовых статуэтки Майтреи в медитации). Она является национальным достоянием Кореи и была назван таковым 12 декабря 1978 года. Высота короны составляет 27,5 см, а золотые цепочки и подвески, свисающие с короны, известные как Сухасик, имеют длину от 13 до 30,3 см. Корона известна обильным использованием нефрита. Сухасик сгруппированы в две группы по три и расположены от самых длинных цепочек на внешнем крае до самых маленьких цепочек, ближайших к передней части макушки. Сухасик также имеют на концах цепей голубой нефрит и золотые листья. До сих пор ведутся споры о том, действительно ли Сухасик являются частью короны, потому, что Сухасик были найден отдельно от короны при раскопках. Корона имеет три древовидных зубца с тремя ответвлениями на каждом, а также два роговых зубца слева и справа от основной части. Древовидные зубцы короны были интерпретированы некоторыми учеными как китайский иероглиф, означающий «гора». К концам короны прикреплены украшения из рога оленя. Корона украшена 77 кусочками нефрита. Шестнадцать кусочков голубого нефрита в форме запятой были прикреплены к китайским иероглифам, девять кусочков нефрита были прикреплены к рогу оленя и одиннадцать кусочков к головному очелью. Эта корона особенно известна обильным использованием нефрита. Эта корона, возможно, была сделана для королевы, и существуют серьёзные разногласия по поводу того, кто был похоронен в гробнице. | |
| Сокровища              | | Достояние № 338 Эта корона, известная как Золотая корона из кургана Гымнёнчён (금령총 금관; 金鈴塚金冠;), в настоящее время находится в Национальном музее Кореи При высоте 27 см и диаметре 15 см это самая маленькая корона Силла, обнаруженная до сих пор, и самая простая. Как и типичная корона Силла, она имеет пять основных зубцов. Древовидные зубцы в форме китайского иероглифа 出 чуль, что означает «выход», расположены спереди и по бокам очелья. Древовидные зубцы имеют по четыре ответвления. Есть два роговых зубца, которые примыкают к двум боковым древовидным зубцам. Кроме того, на вершине каждой ветки есть птицы. На верхней и нижней части поверхности двухстрочные точечные узоры, выполненные техникой чеканки. Висячие украшения висят справа и слева от основы короны. Эта корона отличается тем, что является единственной золотой короной, сделанной исключительно из золота без каких-либо нефритовых украшений. |
| Сокровища              | Достояние № 339Золотая корона из кургана Собончон (서봉총 금관; 瑞鳳塚金冠) — это золотая корона происхождения Силла, которая сейчас хранится в Национальном музее Кёнджу Корона имеет высоту 24,7 сантиметра, диаметр 18,4 сантиметра и высоту 30,7 сантиметра, когда украшения свисают с очелья. Пять ветвей стоят на широкой основе кроны, которая проштампована волнообразным узором в виде пунктира. Очелье украшено фигурками листьев и гнутым нефритом. Большинство правых и левых ветвей, а также средние ветви из пяти ветвей состоят из китайского иероглифа 出 в трех зубцах. Кончики ветвей украшены распускающимся цветочным орнаментом. Два перекрещивающихся золотых пояса, имеющих вершину на каждой из которых 4-х разделительных точек каркаса короны, образуют внутренний каркас. По обеим сторонам основы короны с очелья свисают стилизованные серьги. | |
| Сокровища              | Достояние № 631 Серебряная корона (은관〈98호 남분〉; 銀冠〈98號南墳〉) из южного захоронения кургана № 98 представляет собой серебряную корону и была найдена возле головы тела в гробу гробницы. В настоящее время корона находится в Национальном музее Кёнджу Размеры короны: высота 17,2 см, диаметр 16,6 см, ширина очелья 3,2 см. У короны три зубца, но они уникальны по сравнению с другими коронами Силла, обнаруженными до сих пор. Центральный зубец толстый и имеет форму щита или, возможно, изогнутую форму, как лук, с высокой средней частью. К этому зубцу прикреплена серебряная пластина. По обе стороны от центрального зубца находится зубец в форме полумесяца. Внешняя сторона этих зубцов в форме полумесяца обрезана и скручена, чтобы получились выступы, похожие на перья, которые являются уникальными для искусства Силла. Однако есть аналогичный пример этого похожего на перо украшения из короны Конфедерации Кая, найденной в кургане Ыйсонтамни. Корона Ынван была обнаружена в кургане Парк королевской гробницы Мичу в Кёнджу. Курган соединен с севера и юга и поэтому имеет форму тыквы. Диаметром 80 метров с востока на запад и 120 метров с севера на юг, это самый большой курган Силла. Южный курган имеет высоту 23 метра, северный курган, в котором было обнаружено национальное достояние № 191, имеет высоту 22 метра. | |